# Kent-sagan
Kent-sagan är en bokserie om familjen Kent. De gör en resa från fattigdom i Frankrike till välståndet i Amerika, genom krig och fred, kärlek och hat. Den första boken tar sin början strax före amerikanska revolutionen. Böckerna är publicerade av Wennerbergs förlag och skrivna av John Jakes. 
| Volym | Titel         | Utgivningsår |
| ----- | ------------- | ------------ |
| 1     | Bastarden     | 1980         |
| 2     | Patrioten     | 1980         |
| 3     | Rebellerna    | 1980         |
| 4     | Segerherrarna | 1980         |
| 5     | Pionjären     | 1980         |
| 6     | Hämnaren      | 1980         |
| 7     | Älskarinnan   | 1980         |
| 8     | Järnkvinnan   | 1980         |
| 9     | Arvingarna    | 1981         |
| 10    | Soldaten      | 1981         |
| 11    | Desertören    | 1981         |
| 12    | Rivalerna     | 1981         |
| 13    | Sönerna       | 1981         |
| 14    | Bröderna      | 1981         |
| 15    | Lycksökarna   | 1981         |
| 16    | Offren        | 1981         |
| 17    | Läkaren       | 1981         |